# Olijfgors
De olijfgors (Arremonops rufivirgatus) is een zangvogel uit de familie Emberizidae (gorzen).

## Verspreiding en leefgebied
Deze soort telt 9 ondersoorten:
- A. r. rufivirgatus: zuidelijk Texas en noordoostelijk Mexico.
- A. r. ridgwayi: oostelijk Mexico.
- A. r. crassirostris: zuidoostelijk Mexico.
- A. r. rhyptothorax: noordelijk Yucatán (zuidoostelijk Mexico).
- A. r. verticalis: Tabasco en zuidelijk Yucatán, Guatemala en Belize.
- A. r. sinaloae: westelijk Mexico.
- A. r. sumichrasti: zuidwestelijk Mexico.
- A. r. chiapensis: zuidelijk Mexico.
- A. r. superciliosus: westelijk Costa Rica.